# Kabb
Kabb je stará jednotka objemu používaná v Jeruzalémě. Její hodnota činila přibližně 25 l.